# Anies Baswedan

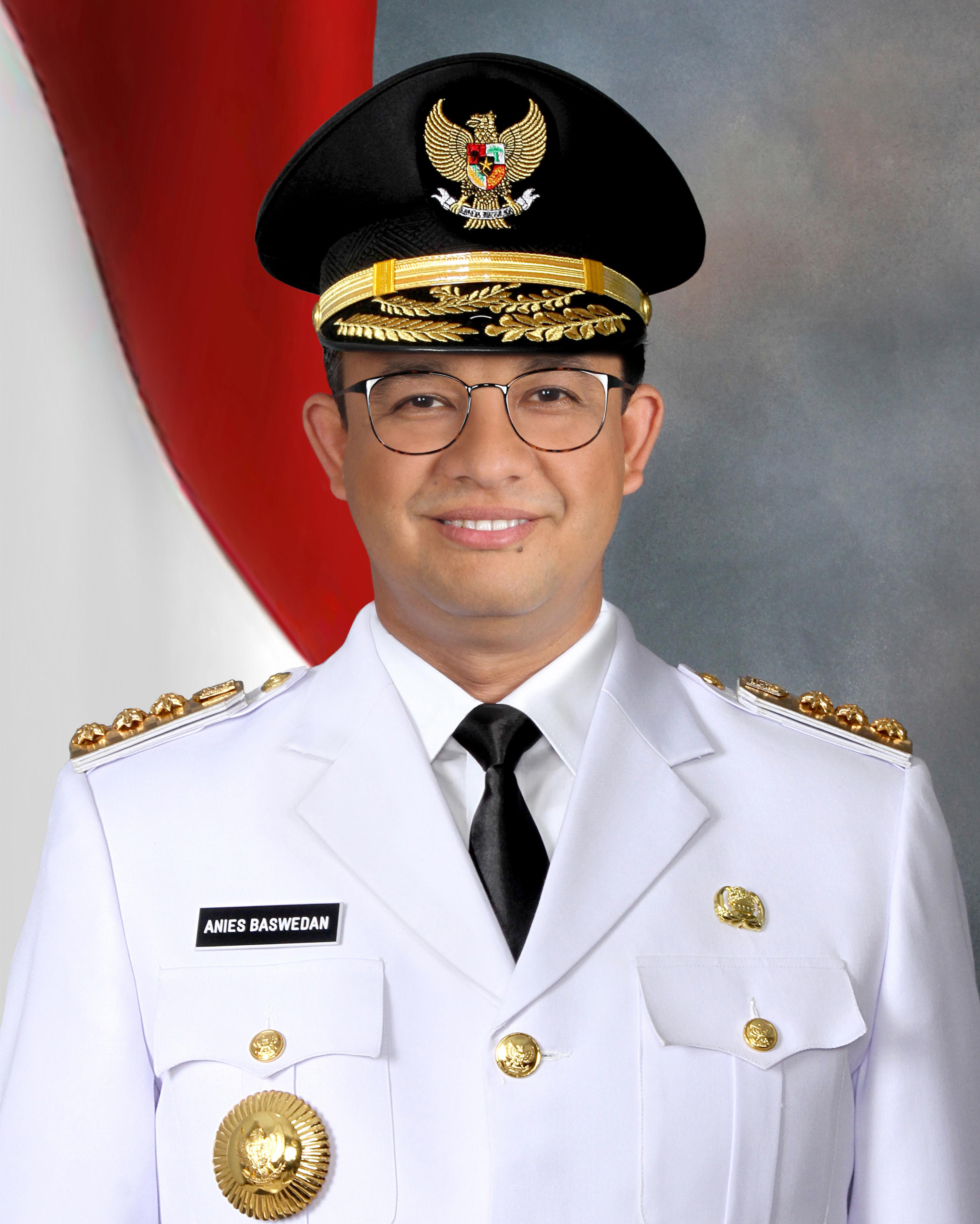
Anies Baswedan (2017)

Anies Rasyid Baswedan (* 7. Mai 1969 in Kuningan) ist ein indonesischer Akademiker und Politiker, der seit 2017 als Unabhängiger das Amt des Gouverneurs von Jakarta innehat. Er amtierte davor für zwei Jahre als Minister für Bildung und Kultur von Indonesien im Kabinett von Präsident Joko Widodo.

## Leben
Baswedans Vater ist jemenitisch-arabischer Abstammung und seine Mutter ist sundanesischer Abstammung. Sein Großvater, Abdurrahman Baswedan, war ein prominenter arabisch-indonesischer Aktivist, der während des indonesischen Unabhängigkeitskriegs als Kabinettsminister diente. 1987 verbrachte Baswedan ein Jahr als Austauschschüler in Milwaukee. Er kehrte nach Indonesien zurück und schrieb sich an der Gadjah-Mada-Universität ein, wo er einen Sommer lang an der Summer Session of Asian Studies an der Sophia-Universität in Tokio teilnahm und einen Abschluss in Betriebswirtschaft erwarb. Als Stipendiat erwarb er einen Abschluss in internationaler Sicherheits- und Wirtschaftspolitik an der University of Maryland School of Public Policy und promovierte in Politikwissenschaft an der Northern Illinois University.
Am 15. Mai 2007 wurde er zum Rektor (gleichbedeutend mit Präsident) der Paramadina-Universität, einer privaten Universität in Jakarta, ernannt. Baswedan erlangte 2009 nationale Bekanntheit, als er die Stiftung Indonesia Mengajar ins Leben rief, ein landesweites Programm, das Hochschulabsolventen auswählt, ausbildet und für eine einjährige Lehrtätigkeit im ganzen Land einsetzt. Das Programm wurde als Reaktion auf die ungleiche Qualität der Bildung in Indonesien, insbesondere in den armen und ländlichen Teilen des Archipels, ins Leben gerufen.
2010 gehörte Baswedan zu den Gründern der National-Demokratischen Partei und er trat bald darauf der Präsidentschaftskampagne von Joko Widodo bei. Nach dem Sieg von Joko Widodo bei den Präsidentschaftswahlen wurde Baswedan 2014 zum Minister für Bildung und Kultur ernannt und übte dieses Amt bis 2016 aus. Bei den Gouverneurswahlen 2017 in Jakarta trat er mit Sandiaga Uno als Vizekandidat an. Im ersten Wahlgang am 15. Februar 2017 sicherte sich Baswedan den Einzug in die zweite Runde der Stichwahl zwischen zwei Kandidaten, nachdem er rund 40 % der Stimmen hinter Basuki Tjahaja Purnama, dem amtierenden Gouverneur (bekannt als Ahok), mit 44 % erhalten hatte. Am 19. April 2017 gewann Baswedan die Stichwahl mit rund 58 % der Stimmen vor Ahok mit 42 %.
Im Februar 2024 trat er als Kandidat zur Präsidentschaftswahl in Indonesien an. Mit knapp 24 % der Stimmen erreichte er bei der Wahl den zweiten Platz von drei Kandidaten und unterlag Prabowo Subianto.

## Privates
Baswedan ist seit 1996 mit Fery Farhati Ganis verheiratet und Vater von vier Kindern.